# Oliver Taylor
Oliver Taylor (* 19. Februar 1938 in Townsville, Queensland, Australien) ist ein ehemaliger australischer Boxer.

## Amateur
Taylor gewann als Amateur 1957 und 1959 die australische Meisterschaft im Bantamgewicht. Bei den Commonwealth Spielen 1958 belegte er einen zweiten Platz. 1960 gewann er bei den Olympischen Spielen in Rom die Bronzemedaille im Bantamgewicht, nachdem er im Halbfinale dem Argentinier Primo Zamparini nach Punkten unterlag.

## Profikarriere
1961 wurde er Profi und startete mit einer Serie von zwölf Kämpfen ohne Niederlage bei nur einem Unentschieden. 1963 gewann er in einer Neuauflage des olympischen Halbfinales gegen Primo Zamparini. Die folgenden zwei Kämpfe brachten ihn zum Entschluss, das Boxen zu beenden. Zuerst verlor er im April 1964 einen Kampf gegen Robert Allotay durch K. o. in der vierten Runde. Auch den Kampf um die australische Meisterschaft im Federgewicht im September des gleichen Jahres verlor er, diesmal nach Punkten gegen John Famechon.